# Hoshihananomia kirai
Hoshihananomia kirai là một loài bọ cánh cứng trong họ Mordellidae. Loài này được Nakane & Nomura miêu tả khoa học năm 1950.